# Elaphria bertha
Elaphria bertha là một loài bướm đêm trong họ Noctuidae.